# Hallenradsport-Weltmeisterschaften 2022
Die Hallenradsport-Weltmeisterschaften 2022 fanden vom 4. bis 6. November 2022 in Gent in Belgien statt. Es wurden Wettkämpfe im Radball und Kunstradfahren ausgetragen. Veranstaltungsort war die Topsporthal Vlaanderen. Die Weltmeisterschaften fanden somit zum siebten Mal in Belgien statt und zum zweiten Mal in Gent.
Mit fünf Goldmedaillen war Deutschland die erfolgreichste Nation, welche bis auf den Wettbewerb im Radball alle Disziplinen gewinnen konnte – dort sicherte sich das Team aus Österreich die Goldmedaille.

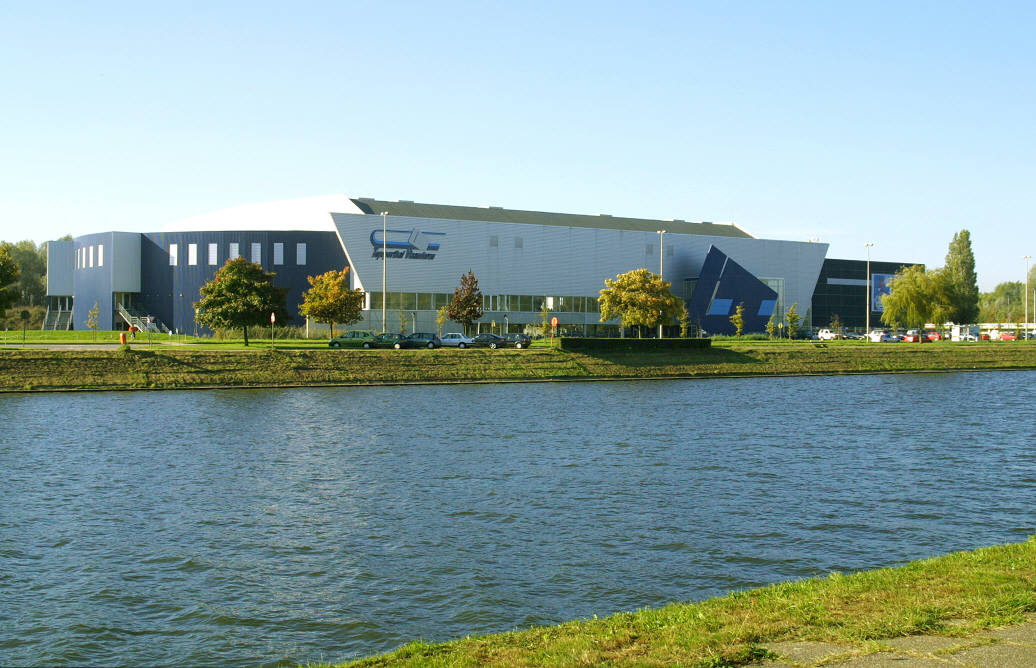
Die Topsporthal Vlaanderen – Veranstaltungsort für die Hallenradsport-Weltmeisterschaften 2022

## Radball
Im Radball wurde ein Zweier-Teamwettkampf bei den Herren durchgeführt. Das Turnier umfasste zwei Gruppen: Gruppe A mit den sechs stärksten Nationen des Vorjahres und die Gruppen B mit sechs schwächeren Mannschaften.
In beiden Gruppen gab es jeweils eine Runde, in der alle einmal gegen alle spielten. In der Zwischenrunde der Gruppe-A-Teams traf die zweitplatzierte Mannschaft der Vorrunde auf die fünftplatzierte und die dritt- auf die viertplatzierte. Die beiden Sieger dieser Zwischenrunde und der Sieger der Vorrunde qualifizierten sich für die Halbfinale.
Im ersten Halbfinale traf der Sieger der Vorrunde auf den Sieger aus dem Spiel zwischen dem Zweit- und Fünftplatzierten. Der Verlierer dieses Spiels musste in einem zweiten Halbfinale gegen den Sieger aus dem Spiel zwischen dem Dritt- und Viertplatzierten antreten. Die beiden Sieger aus den Halbfinalen spielten schließlich im Finalspiel den Weltmeister aus. Der Sieger der Gruppe B trat gegen den Tabellensechsten der Gruppe A um den Aufstieg respektive Verbleib in Gruppe A an.

### Gruppe A
In der Gruppe A traten sechs Teams gegeneinander um den Titel des Weltmeisters an.
Vorrunde
| Rang | Team        | Osterreich | Deutschland | Schweiz | Frankreich | Belgien | Tschechien | S | U | N | Tore    | Punkte |
| ---- | ----------- | ---------- | ----------- | ------- | ---------- | ------- | ---------- | - | - | - | ------- | ------ |
| 1.   | Österreich  |            | 8:6         | 3:2     | 7:3        | 6:1     | 6:4        | 5 | 0 | 0 | 30 : 16 | 15     |
| 2.   | Deutschland | 6:8        |             | 6:2     | 3:2        | 5:2     | 10:2       | 4 | 0 | 1 | 30 : 16 | 12     |
| 3.   | Schweiz     | 2:3        | 2:6         |         | 2:2        | 3:1     | 7:4        | 2 | 1 | 2 | 16 : 16 | 7      |
| 4.   | Frankreich  | 3:7        | 2:3         | 2:2     |            | 4:2     | 4:3        | 2 | 1 | 2 | 15 : 17 | 7      |
| 5.   | Belgien     | 1:6        | 2:5         | 1:3     | 2:4        |         | 2:2        | 0 | 1 | 4 | 8 : 20  | 1      |
| 6.   | Tschechien  | 4:6        | 2:10        | 4:7     | 3:4        | 2:2     |            | 0 | 1 | 4 | 15 : 29 | 1      |

Finalrunde
|  | 2. Runde | 2. Runde    | 2. Runde |  |  | 3. Runde    | 3. Runde   | 3. Runde |  |  | Halbfinale | Halbfinale | Halbfinale |  |                  | Finale           | Finale           | Finale |
|  |          |             |          |  |  |             |            |          |  |  |            |            |            |  |                  |                  |                  |        |
|  | Spiel 1  |             |          |  |  |             |            |          |  |  |            |            |            |  |                  |                  |                  |        |
|  | 2        | Deutschland | 5        |  |  |             |            |          |  |  |            |            |            |  |                  |                  |                  |        |
|  | 5        | Belgien     | 3        |  |  |             |            |          |  |  |            |            |            |  |                  |                  |                  |        |
|  |          |             |          |  |  | Deutschland | 5          |          |  |  |            |            |            |  |                  |                  |                  |        |
|  | Spiel 2  | Spiel 2     | Spiel 2  |  |  | Schweiz     | 3          |          |  |  |            |            |            |  |                  |                  |                  |        |
|  | 3        | Schweiz     | 2        |  |  |             |            |          |  |  |            |            |            |  |                  |                  |                  |        |
|  | 4        | Frankreich  | 1        |  |  |             |            |          |  |  |            |            |            |  |                  | Deutschland      | 4                |        |
|  |          |             |          |  |  |             |            |          |  |  |            |            |            |  |                  | Österreich       | 7                |        |
|  |          |             |          |  |  | V1          | Belgien    | 2        |  |  |            |            |            |  |                  |                  |                  |        |
|  |          |             |          |  |  | V2          | Frankreich | 1        |  |  |            | Belgien    | 2          |  | Spiel um Platz 3 | Spiel um Platz 3 | Spiel um Platz 3 |        |
|  |          |             |          |  |  |             |            |          |  |  | 1          | Österreich | 7          |  |                  |                  | Schweiz          | 5      |
|  |          |             |          |  |  |             |            |          |  |  |            |            |            |  |                  |                  | Belgien          | 2      |

Endstand
| Rang | Land        | Spieler            | Spieler (Tormann) |
| ---- | ----------- | ------------------ | ----------------- |
| 1.   | Österreich  | Stefan Feurstein   | Patrick Schnetzer |
| 2.   | Deutschland | Bernd Mlady        | Gerhard Mlady     |
| 3.   | Schweiz     | Benjamin Waibel    | Severin Waibel    |
| 4.   | Belgien     | Brecht Damen       | Niels Dirikx      |
| 5.   | Frankreich  | Mathias Seyfried   | Quentin Seyfried  |
| 6.   | Tschechien  | Jiří Hrdlička jun. | Robert Zvolánek   |

### Gruppe B
In der Gruppe B trat mit Ghana zum ersten Mal in der Geschichte des Turniers die Mannschaft eines afrikanischen Verbands an. Deren Spieler trainieren zusammen mit den Vertretern Belgiens beim Verein Het Zwarte Goud in Beringen. Im Turnier belegten sie den vierten Platz, in der UCI-Datenbank sind sie aus unbekannten Gründen unter belgischer Flagge und als disqualifiziert geführt. Ebenfalls erstmals vertreten war Großbritannien, Ausrichter der WM 2023.
| Rang | Land           | Spieler               | Spieler                     |
| ---- | -------------- | --------------------- | --------------------------- |
| 1.   | Japan          | Yusuke Murakami       | Yuma Takahashi              |
| 2.   | Hongkong       | Ka Kin Kenny Chan     | Wing Tai Ho                 |
| 3.   | Armenien       | Arnak Mkhitaryan      | Artak Vosdkanyan            |
| 4.   | Ghana          | Patrick Dennis        | Maikel Moons                |
| 5.   | Malaysia       | Mohamad Zikri Dahalan | Muhammad Dhiaulhaq Zulkifli |
| 6.   | Großbritannien | Jenson Harris         | Mark Percival               |

### Auf-Abstiegsspiel Gruppe A/B
Japan trat als Sieger der Gruppe B im Relegationsspiel gegen das Team aus der Tschechien – den Tabellensechsten der Gruppe A – um den Aufstieg respektive Verbleib in Gruppe A an. Tschechien konnte den Ligaerhalt mit einem deutlichen Sieg verteidigen.
 Tschechien –  Japan 8 : 0

## Kunstradfahren
Es wurden Wettkämpfe im Einer- und Zweier-Kunstradfahren der Frauen, im Einer-Kunstradfahren der Männer und im Zweier- und Vierer-Kunstradfahren der offenen Klasse durchgeführt.
Jeder Teilnehmer bzw. jedes Team hat eine Kür zu fahren. Diese dauert maximal fünf Minuten und beinhaltet bei den Einzelstartern 28 und bei den Paaren 22 verschiedene Elemente mit je einer gewissen Schwierigkeitsstufe, die mit der Grundpunktzahl addiert als Basis für die Bewertung dienen (eingereichte Punkte). Das Endresultat ergibt sich nach Abzug der Fehlerpunkte (ausgefahrene Punkte). Die vier Besten qualifizieren sich für das Finale, in dem die Medaillen ausgefahren werden.

### Einer Frauen
Insgesamt nahmen an diesem Wettkampf 26 Athletinnen aus 17 Nationen teil. Jana Pfann, in der Qualifikation noch Zweite, konnte im Finale den Spieß umdrehen und vor ihrer Vereinskameradin Ramona Dandl vom RKB Solidarität Bruckmühl gewinnen. Es war das erste Mal, dass Gold und Silber an zwei Athletinnen vom selben Verein gingen. Alessa Hotz aus Baar wurde wie im Vorjahr Dritte.
- Gracia Sotomayor
- Natália Szépeová
- Manon Geldof
- Krisztina Kopor
- Anna Sárközi
- Sofia Reichert
- Natália Žibrita
- Michaela Vosičková
- Michelle Lynn Bestler
- Alexandra Georgiadis
- Nazuki Kondo
- Štěpánka Řasová
- Zsófia Hugyecz
- Wong Hiu Shuen
- Alexane Leclerc
- So Ka Man
- Tatika Bovendaerde
- Franziska Belmega
- Tamaris Franke Fontinha
- Alice Rieb
- Magdalena Müller
- Saskia Schäffler
- Lorena Schneider
- Alessa Hotz
- Ramona Dandl
- Jana Pfann

Finalistinnen
| Rang | Land        | Fahrerin         | einger. | ausgef. |
| ---- | ----------- | ---------------- | ------- | ------- |
| 1.   | Deutschland | Jana Pfann       | 198,10  | 190,14  |
| 2.   | Deutschland | Ramona Dandl     | 196,80  | 187,32  |
| 3.   | Schweiz     | Alessa Hotz      | 183,30  | 166,95  |
| 4.   | Österreich  | Lorena Schneider | 183,60  | 166,15  |

### Zweier Frauen
Insgesamt nahmen am Wettkampf 10 Teams aus sieben Nationen teil. Deutschland holte einen Doppelsieg.
Finalistinnen
| Rang | Land        | Fahrerin 1        | Fahrerin 2          | einger. | ausgef. |
| ---- | ----------- | ----------------- | ------------------- | ------- | ------- |
| 1.   | Deutschland | Caroline Wurth    | Sophie-Marie Wöhrle | 154,80  | 142,72  |
| 2.   | Deutschland | Helen Vordermeier | Selina Marquardt    | 152,00  | 140,45  |
| 3.   | Österreich  | Rosa Kopf         | Svenja Bachmann     | 133,60  | 118,82  |
| 4.   | Schweiz     | Sina Bäggli       | Julia Hämmerli      | 124,00  | 115,97  |

### Vierer
Das Teilnehmerfeld bestand aus drei Teams, und Deutschland, vertreten durch die Mannschaft des RV Mainz-Ebersheim, konnte den Titel gewinnen.
| Rang | Land        | Fahrer(innen)                                                  | einger. | ausgef. |
| ---- | ----------- | -------------------------------------------------------------- | ------- | ------- |
| 1.   | Deutschland | Milena Schwarz Annika Rosenbach Stella Rosenbach Tijem Karatas | 240,60  | 229,69  |
| 2.   | Schweiz     | Stefanie Moos Vanessa Hotz Flavia Schürmann Carole Ledergerber | 238,40  | 219,79  |
| 3.   | Hongkong    | So Cheuk Lam Wong Cheuk Sze Ho Dong Qing Lam Cheuk Yu          | 110,90  | 082,96  |

### Einer Männer
Es nahmen 19 Sportler aus 11 Nationen teil. Lukas Kohl vom RMSV Concordia Kirchehrenbach sicherte sich zum sechsten Mal in Folge den Weltmeister-Titel vor Marcel Jüngling vom RRV Dornheim. Dritter wurde der Spanier Emilio Arellano vom RV Oberjesingen.
- Lukas Kohl
- Marcel Jüngling
- Emilio Arellano
- Martin Schön
- Jakub Mašek
- Marcel Schnetzer
- Chan Yat Nam
- Csaba Varga
- Wong Chin Man
- Christopher Schobel
- Radek Jančík
- Maxime Rieb
- Dominik Franke Fontinha
- Daniel Andrés Hecktor
- Maxime Schaal
- Kosuke Shibayama
- Jelle Delporte
- Rahman Mohammad Hassan
- Finn Hoornaert

Finalisten
| Rang | Land        | Fahrer          | einger. | ausgef. |
| ---- | ----------- | --------------- | ------- | ------- |
| 1.   | Deutschland | Lukas Kohl      | 212,70  | 208,20  |
| 2.   | Deutschland | Marcel Jüngling | 202,50  | 196,41  |
| 3.   | Spanien     | Emilio Arellano | 203,30  | 189,78  |
| 4.   | Ungarn      | Martin Schön    | 190,30  | 175,60  |

### Zweier offen
Am Start waren sieben Paare, abgesehen von den Finalisten noch je eins aus Tschechien, Hongkong und Belgien. Das Podium war exakt identisch zum Vorjahr, Serafin Schefold und Max Hanselmann gewannen ihren fünften Titel in Folge.
Finalisten
| Rang | Land        | Fahrer 1            | Fahrer 2        | einger. | ausgef. |
| ---- | ----------- | ------------------- | --------------- | ------- | ------- |
| 1.   | Deutschland | Serafin Schefold    | Max Hanselmann  | 173,50  | 163,10  |
| 2.   | Deutschland | Lea-Victoria Styber | Nico Rödiger    | 163,20  | 158,73  |
| 3.   | Österreich  | Marcel Schnetzer    | Katharina Kühne | 155,40  | 145,41  |
| 4.   | Hongkong    | Lim Tsz Hin         | Lim Tsz Leung   | 140,10  | 099,97  |